# Macrophycis
Macrophycis is een geslacht van vlinders van de familie snuitmotten (Pyralidae).

## Soorten
- M. alluaudella (Viette, 1964)
- M. ambrella (Viette, 1964)
- M. malazella (Viette, 1964)